# Stylaster maroccanus
Stylaster maroccanus is een hydroïdpoliep uit de familie Stylasteridae. De poliep komt uit het geslacht Stylaster. Stylaster maroccanus werd in 1992 voor het eerst wetenschappelijk beschreven door Zibrowius & Cairns. 